# إحياء الموسيقى الشعبية الأمريكية

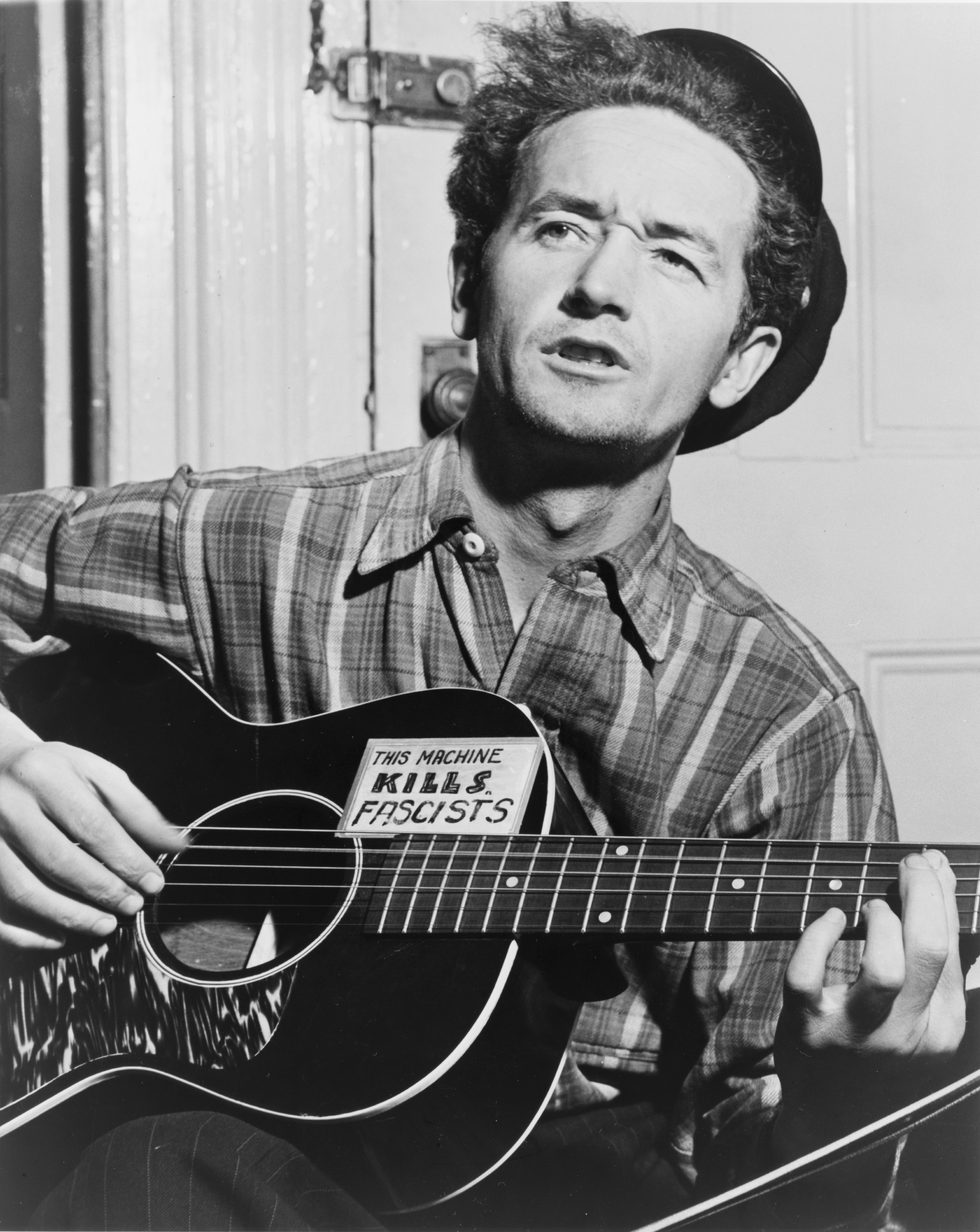
برز المغني ومؤلف الأغاني وودي غاثري في منتصف القرن العشرين من فترة قصعة الغبار التي عانت منها أوكلاهوما خلال الكساد العظيم فكانت كلمات أغانيه بمثابة الحاضنة لمواضيع عديدة مثل البيئة والفقر والنقابات العمالية في الولايات المتحدة وتزاوجت مع ألحانها التي عكست الأنواع الموسيقية المختلفة لالموسيقى الشعبية الأمريكية.

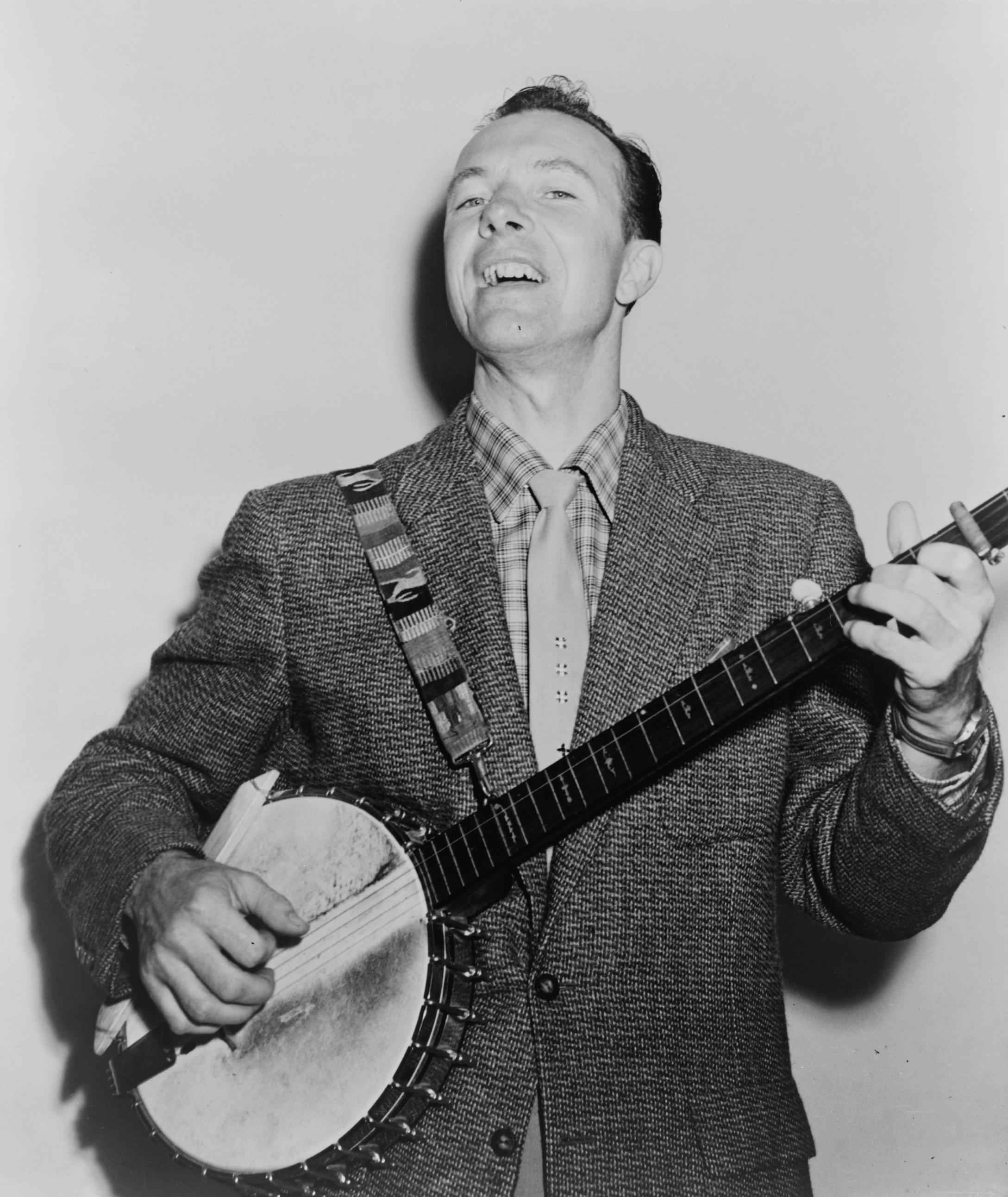
بيت سيغر عازفًا على البانجو عام 1955

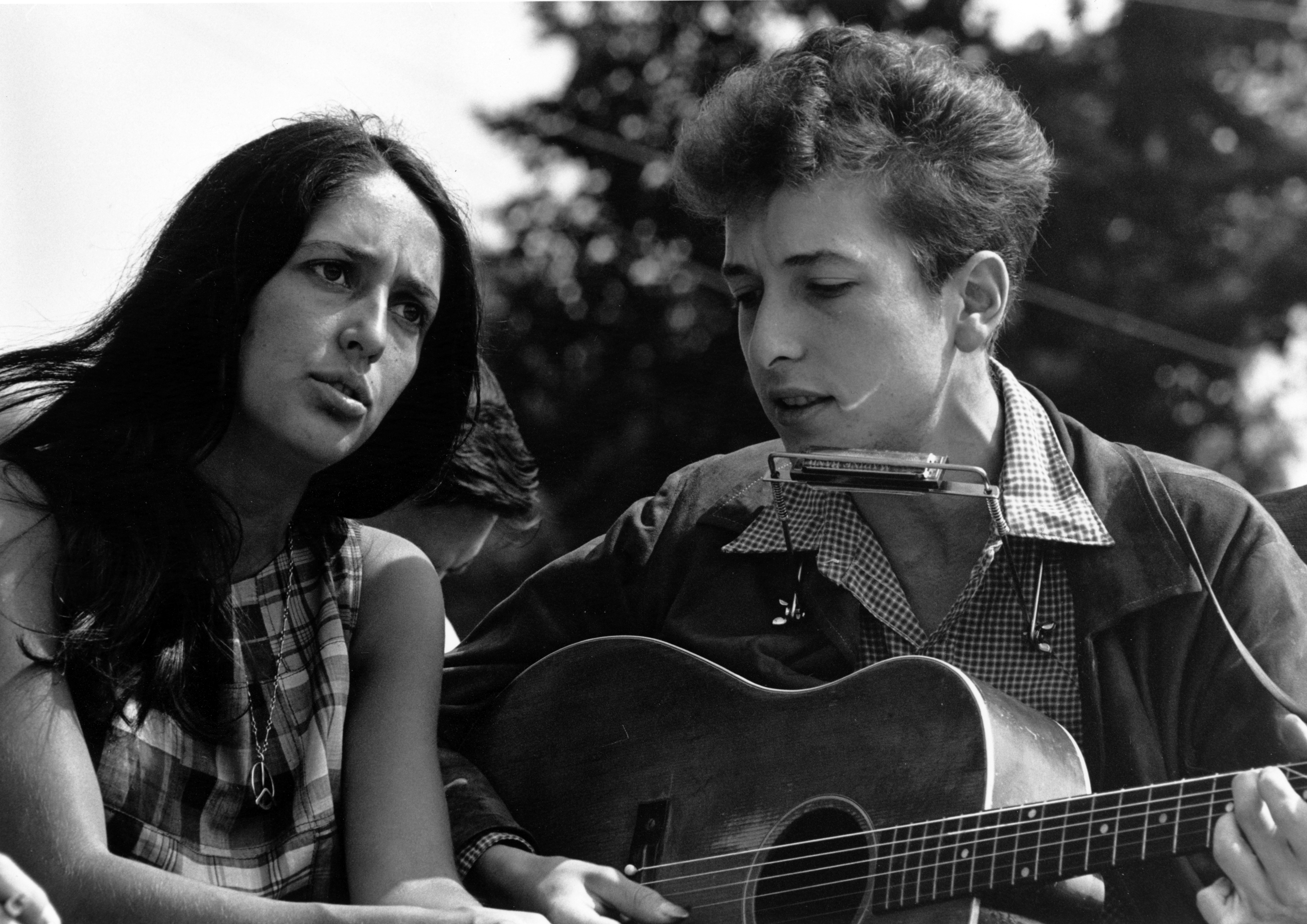
مغنيان شعبيان جوان بيز وبوب ديلن خلال مسيرة الحقوق المدنية إلى واشنطن في يوم 28 أغسطس عام 1963

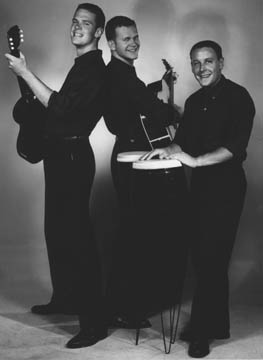
كينغستون تريو

بدأ إحياء الموسيقى الشعبية الأمريكية خلال الأربعينيات وبلغ ذروته في منتصف الستينيات. ترجع أصوله إلى وقت سابق، وتمتع فنانون بشعبية عامة محدودة في ثلاثينيات وأربعينيات القرن العشرين مثل جوش وايت، وبورل آيفز، ووودي غاثري، وليد بيلي، وبيغ بيل برونزي، وريتشارد داير بينيت، وأوسكار براند، وجان ريتشي، وجون جاكوب نايلز، وسوزان ريد، وبول روبيسون، وسيسكو هيوستن. قدّم الإحياء أنماطًا من الموسيقى الشعبية الأمريكية التي ساهمت، في أوقات سابقة، في تطوير موسيقى الكانتري، والموسيقى الغربية، والجاز، والروك أند رول.

## نظرة عامة

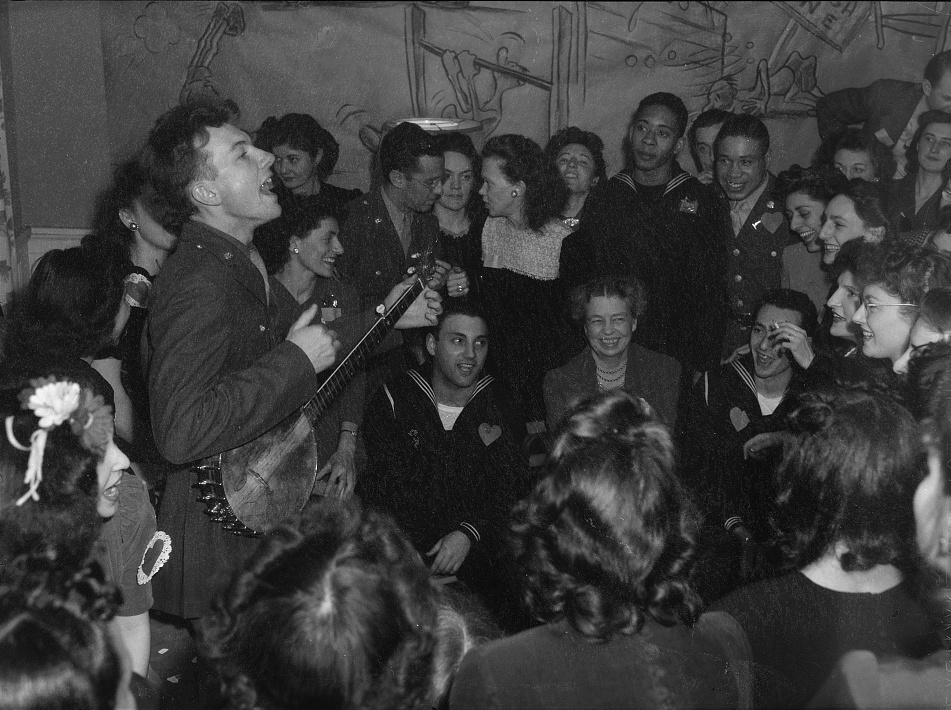
المغني الشعبي بيت سيجر يمتّع بافتتاح مقصف العمل بواشنطن

### السنوات الأولى
ترجع أصول موسيقى إحياء الموسيقى الشعبية في مدينة نيويورك إلى الاهتمام المتجدد برقص السكوير والرقص الشعبي هناك في الأربعينيات، والذي أعطى الموسيقيين مثل بيت سيجر عرضًا شعبيًا. بدأ إحياء الموسيقى الشعبية بشكل عام كظاهرة شعبية وتجارية مع فترة موسيقى ذا ويفرز، التي تشكلت في نوفمبر 1948 من قبل بيت سيجر، ولي هايز، وفريد هيلرمان، وروني جيلبرت من بيبولز سونجز، والتي كان سيجر رئيسًا لها، وهايز سكرتير تنفيذي. مؤسسة بيبولز سونجز التي حُلّت في عام 1948-1949، كانت بمثابة غرفة مقاصة لأغاني الحركة العمالية (وعلى وجه الخصوص، كونجرس المنظمات الصناعية، الذي كان في ذلك الوقت واحدًا من الاتحادات القليلة إذ لم تكن الوحيدة المدموجة عنصريًا)، وفي عام 1948 وضع كل موارده في الحملة الرئاسية الفاشلة لمرشح الحزب التقدمي هنري والاس، وهو من هواة الموسيقى الشعبية (كان رفيقه في الترشح مغني موسيقى كونتري وعازف جيتار). غنى هايز وسيجر معًا في السابق كناشطين سياسيين في الفرقة الناشطة سياسيًا ألمانيك سينجرز، وهي المجموعة التي أسساها في عام 1941 والتي ضم أفرادها غالبًا وودي جوثري، وجوش وايت، وبيل بيلي، وسيسكو هيوستن، وبس لوماكس هاوز. حقق ذا ويفرز نجاحًا كبيرًا في عام 1950 بأغنية «جود نايت، إيرين». احتلت الأغنية المركز الأول في قوائم البيلبورد لمدة ثلاثة عشر أسبوعًا.

### إحياء الموسيقى الشعبية في أوجها
استوحت كينغستون تريو، وهي مجموعة نشأت على الساحل الغربي، مباشرة من ذا ويفرز بأسلوبهم وعرضهم، وغنوا بعض موادهم التقليدية في الغالب. تجنب كينغستون تريو الأغاني السياسية أو الاحتجاجية بشكل علني وزرعوا شخصية جماعية مسالمة. اُكتشفوا أثناء اللعب في نادي جامعي يسمى كراكد بوت بواسطة فرانك ويربر، الذي أصبح مديرهم وحصلوا على صفقة مع شركة تسجيلات كابيتول. كانت أول ضربة ناجحة لهم أداءً جذابًا لأغنية القتل الشعبي القديمة «توم دولي»، والتي غُنيت في حفل جنازة ليد بيلي. أصبحت هذه الأغنية ذهبية في عام 1958 إذ بيعت أكثر من ثلاثة ملايين نسخة. حاز نجاح الألبوم والأغنية لكينغستون تريو على جائزة غرامي لأفضل أداء كونتري وغربي في حفل افتتاح الجوائز في عام 1959. في ذلك الوقت، لم تكن هناك فئة لالموسيقى الشعبية في قوائم الغرامي.

### التسجيلات المحفوظة والمجمعة والمعاد إصدارها
خلال خمسينيات القرن العشرين، بدأ جمهور الموسيقى الشعبية المتنامي الذي تطور في الولايات المتحدة في شراء التسجيلات من قبل الموسيقيين التقليديين الأكبر سنًا من منطقة التلال الجنوبية الشرقية ومن المدن الداخلية الحضرية. نُشرت تجميعات ألبومات جديدة لتسجيلات أستوديو تجارية 78-أر بي أم رايس وهيل بيبي تعود إلى عشرينيات وثلاثينيات القرن العشرين نشرت بواسطة شركات التسجيل الرئيسية. أدى التوسع في سوق أقراص الألبومات إلى زيادة توافر التسجيلات الميدانية للموسيقى الشعبية التي أجريت في الأصل من قبل جون وألان لوماكس، كينيث س. جولدشتاين وغيرهم من جامعي التحف خلال عصر الصفقة الجديدة في الثلاثينيات والأربعينيات. نشأت شركات تسجيل صغيرة، مثل يازو ريكوردز، لتوزيع التسجيلات القديمة التي أُعيد إصدارها ولصنع تسجيلات جديدة للناجين بين هؤلاء الفنانين. سمع هنا عدد من الجمهور الأمريكي الأبيض المدني في الخمسينات والستينات من القرن الماضي لأول مرة الكونتري بلوز، وخاصة ديلتا بلوز الذي سجله الفنانون الشعبيون المسيسيبيون قبل 30 أو 40 عامًا من قبل.

### الموسيقى الشعبية العرقية
شهدت الموسيقى الشعبية العرقية من دول أخرى أيضًا ازدهارًا خلال حركة إحياء الموسيقى الشعبية الأمريكي. كان أكثر الفنانين العرقيين نجاحًا في النهضة هم أبناء قرية غرينتش، وذا كلانسي برذورز وتومي مكيم، الذين صنفتهم مجلة بيلبورد أحد الموسيقيي الشعبيين في المرتبة الحادية عشر للأكثر مبيعًا في الولايات المتحدة.

### الروك المصنف ضمن موسيقى الشعب
ساعد الغزو البريطاني في منتصف الستينيات في إنهاء الشعبية السائدة للموسيقى الشعبية الأمريكية حيث طغت موجة من الفرق الموسيقية البريطانية على معظم المشهد الموسيقي الأمريكي، ضمنها الموسيقى الشعبية. للمفارقة، أن جذور الغزو البريطاني كانت في الموسيقى الشعبية الأمريكية، على وجه التحديد ظهرت في موسيقى السكيفيل التي شهرها لوني دونيجان؛ ومع ذلك، فقد تأثرت معظم فرق الغزو البريطانية بشكل كبير بالروك أند رول في الوقت الذي وصلت فيه موسيقاهم إلى الولايات المتحدة ولم تكن تشبه إلى حد بعيد أصولها الشعبية.

### الإرث
بحلول أواخر الستينيات من القرن الماضي، أصبح المشهد إلى كونه ظاهرة أقل حدة، على الرغم من إقامة مهرجانات موسيقية غنائية سنوية كبيرة في أجزاء كثيرة من أمريكا الشمالية خلال هذه الفترة. استمر مشهد المقاهي الموسيقية على نطاق محدود. من خلال المغنيين وكتّاب الأغاني الشباب في الستينيات، أثّر إحياء الموسيقى الشعبية الأمريكية على كتابة الأغاني والأنماط الموسيقية في جميع أنحاء العالم.

## أهم أعلام الحركة
- وودي غاثري: اُشتهر كمغني وكاتب أغاني أمريكي وموسيقي شعبي، يتضمن إرثه الموسيقي المئات من الأغاني السياسية، والتقليدية، وللأطفال، والأعمال قصصية والمرتجلة. أدى في كثير من الأحيان مع شعار هذا الجهاز يقتل الفاشيين معروض على غيتاره. أغنيته الأكثر شهرة هي «ذس لاند إز يور لاند». أُرشفت العديد من أغانيه المسجلة في مكتبة الكونغرس.[7] في الثلاثينيات من القرن الماضي، سافر غاثري مع العمال المهاجرين من أوكلاهوما إلى كاليفورنيا أثناء تعلمه، وإعادة كتابته، وأداءه للأغاني الشعبية والبلوز على طول الطريق. العديد من الأغاني التي ألّفها كانت عن تجاربه في فترة قصعة الغبار خلال الكساد الكبير، مما أكسبه لقب «مغني قصعة الغبار».[8] طوال حياته، ارتبط جوثري بالجماعات الشيوعية في الولايات المتحدة، على الرغم من أنه لم ينضم أبدًا إلى الحزب رسميًا.[9]
- بوب ديلن: غالبًا ما كان بوب ديلن يؤدي، ويذهب بجولات في بعض الأحيان، مع جوان بايز، في البدء حينما كان مغنى لأغاني تقليدية غالبًا. عندما تبنت بايز بعض أغاني ديلان وقدّمت ديلان إلى جمهورها المتحمس، وهو عدد كبير من يدور حول دائرة موسيقى الفلوك، ساعدت كاتب الأغاني الشاب في الحصول على اعتراف مبدئي. بحلول الوقت الذي سجل فيه ديلان أول ألبوم (عام 1962)، كان قد طور أسلوبًا يذكّر بوودي جوثري. بدأ في كتابة الأغاني التي التقطت الحالة «التقدمية» في حرم الكلية وفي المقاهي. على الرغم من أنه بحلول عام 1964 كان هناك العديد من المغنين / كتاب الأغاني الذين يعزفون على الإيتار، يمكن القول إن ديلان أصبح في النهاية الأكثر شعبية من هؤلاء الفنانين الأصغر سنا في إحياء الموسيقى الشعبية.
- بيتر وبول وماري: ظهروا لأول مرة في أوائل الستينيات وكانوا ثلاثيًا أمريكيًا أصبح في النهاية أحد أكبر الأعمال الموسيقية في الستينيات. كان الثلاثي يتكون من بيتر ياروـ وبول ستوكي، وماري ترافرز. كانوا أحد حاملي شعلة الموسيقى الشعبية الرئيسيين لموسيقى الوصف الاجتماعي في الستينيات.

- بورل آيفز
- بيت سيغر
- هاري بيلافونت
- جوديث كولينز
- ديف فان رونك
- سموذرز براذرز
- جوان بيز
- ذا ألمانيك سينجرز
- ذا برذرز فور
- جوش وايت
- أوديتا هولمز
- ذا ويفيرز
- كينغستون تريو

### موسيقيون آخرون
- اريك أندرسن
- ديفيد بلو
- ديفيد برومبيرغ
- جوني كاش
- هاري شابن
- غاي كلارك
- باول كلايتون
- جون كوهن
- ليونارد كوهين
- شون كولفين
- كارين دالتون
- إريك دارلينغ
- جون دنفر
- دونوفان
- لوغان إنجلش
- جاكسون س. فرانك
- غيل غارنت
- بوب جيبسون
- ستيفان غروسمان
- جون بي هاموند
- تيم هاردين
- ريتشي هافنز
- كارولين هيستر
- جينس يان
- سكيب جيمس
- جوردون لايتفوت
- جوني ميتشل
- بوب نويورث
- توم باكستون
- فريتز ريتشموند
- توم راش
- جون سيباستيان
- سايمون وغارفنكل
- باتريك سكاي
- إريك فون شميت
- دوك واتسون
- جيليان ويلش
- غلين ياربروف